# Château d'Estresse (Astaillac)
Pour les articles homonymes, voir Château d'Estresse.
Le château d'Estresse (ou d'Estresses) olim Dextricios se trouve sur la commune d'Astaillac en Corrèze construit sur les bords de la Dordogne au cours des XVIe et XVIIe siècles. Il fait l'objet d'une protection au titre des monuments historiques. 

## Description
Les premières constructions du château d'Estresse datent des XVIe et XVIIe siècles, il a subi d'importantes modifications au début du XXe siècle. Le château est bâti en terrasse selon un plan rectangulaire avec un corps de logis entre deux tours carrées. Le bâtiment est soutenu par un imposant mur médiéval de 200 mètres de long et de 8 mètres de haut, les pieds dans l'eau. Son parc fleuri comprend deux ifs millénaires. 

## Histoire
Le roi Eudes de France y arrêta en 889 les pirates normands qui remontaient la Dordogne pour piller Beaulieu et les villages avoisinants. 
Rodolphe, duc de Bourgogne, repoussa les Normands en 931 lors de la bataille d'Estresse qui eut lieu sur le domaine du château.
En 1356, les hordes du Prince Noir, fils du roi Édouard III d'Angleterre, ont été également repoussées, sauvant une nouvelle fois du pillage Beaulieu, mais aussi la haute Corrèze.[réf. nécessaire]
L'édifice est inscrit au titre des monuments historiques depuis le 15 octobre 1971 pour ses façades et toitures.

## Propriétaires successifs
Au lendemain de la Première Guerre mondiale, le château est laissé à l'abandon, en ruine. Il a ensuite été racheté et restauré par la famille Lescure. 
Le château est resté dans la famille jusqu'en septembre 2023, date à laquelle il a été vendu à M. Renaud Dumont, agriculteur en Corse et descendant d'une des branches de la famille des de Lestrade de Conti, famille aristocratique qui fut très présente en Périgord depuis l'époque médiévale.

## Personnalités liées au château
- Eudes de France
- Raoul de Bourgogne
- Rodolphe III de Bourgogne